# Bovegno
Bovegno je naselje u Italiji u pokrajini Brescia, regiji Lombardija.
Prema procjeni iz 2011. u naselju je živjelo 1338 stanovnika. Naselje se nalazi na nadmorskoj visini od 617 m.
U mjestu je osnovan prvi ustaški logor u Italiji u prvoj polovici 1931. godine. U početku je bilo oko deset emigranata te se broj kasnije povećao na četrdesetak. Zbog sigurnosnih razloga, nakon Velebitskog ustanka logor je, u ožujku 1933., preseljen u Borgo Val di Taro.